# 甲波宿禰神社 (東吾妻町)
甲波宿禰神社（かわすくねじんじゃ）は、群馬県吾妻郡東吾妻町箱島にある神社。祭神は速秋津彦神、速秋津姫神。旧社格は村社。

## 由緒
早良親王の謀叛に与した容疑で上野国に配流された小野金善が、延暦4年（785年）に川島甲波宿禰神社から勧請したと伝わる。
「甲波」を川、「宿禰」を「直根」として「川の本流」を意味する社名と解し、吾妻川沿いの箱島・祖母島・川島と「島」のつく地に3社が並んでいたことから、吾妻川を神格化したものと尾崎喜左雄は説明している。
戦国時代には白井城主の長尾氏の崇敬を受け、長尾景春が太刀を献上したという。
寛文4年（1664年）には大明神免として田1反3畝25歩、畑1反7畝4歩の神領があった。江戸時代は「宿祢大明神」と称したが明治時代に甲波宿禰神社に改称した。江戸時代までの祭事は別当寺の万福寺住職が奉仕したが、明治以降は神官が奉仕している。
明治元年（1868年）に社務所の火災により古記録類を全て焼失した。
建築様式から本殿の建築年代は18世紀前期、拝殿の建築年代は18世紀後期と推定されている。

## 祭神
水戸の神である以下の2柱が祀られている。
- 速秋津彦神
- 速秋津姫神

境内社58社
- 神明宮
- 伊勢宮　3社
- 寨神社　3社
- 山神社　17社
- 稲荷神社　10社
- 水神社　2社
- 春日社
- 八幡社　2社
- 大島社　5社
- 秋葉社　3社
- 三島神社
- 諏訪神社
- 八坂社　2社
- 多賀社
- 菅原社
- 琴平社
- 吾妻社　2社
- 阿夫利社
- 御嶽社

## 境内

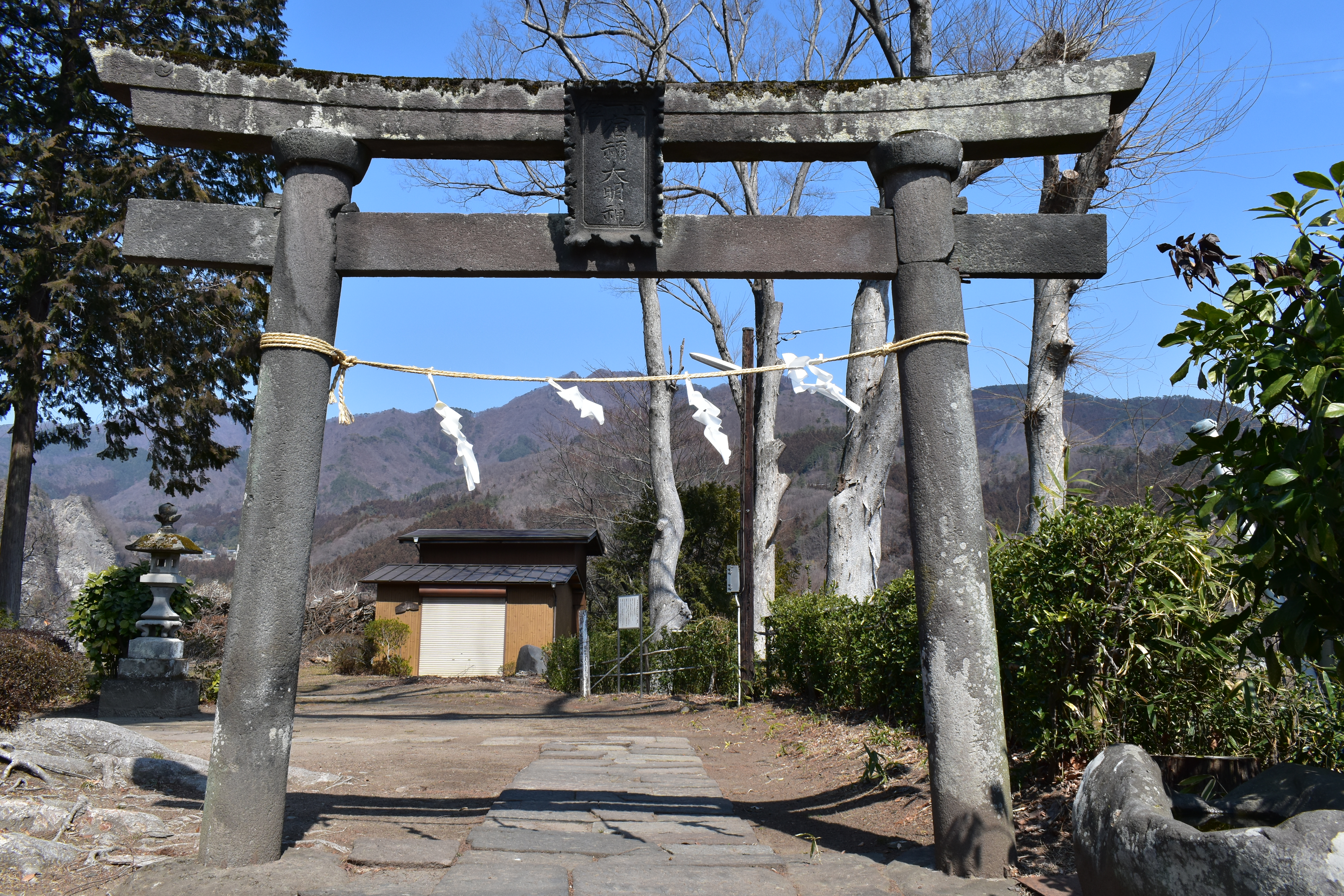
鳥居
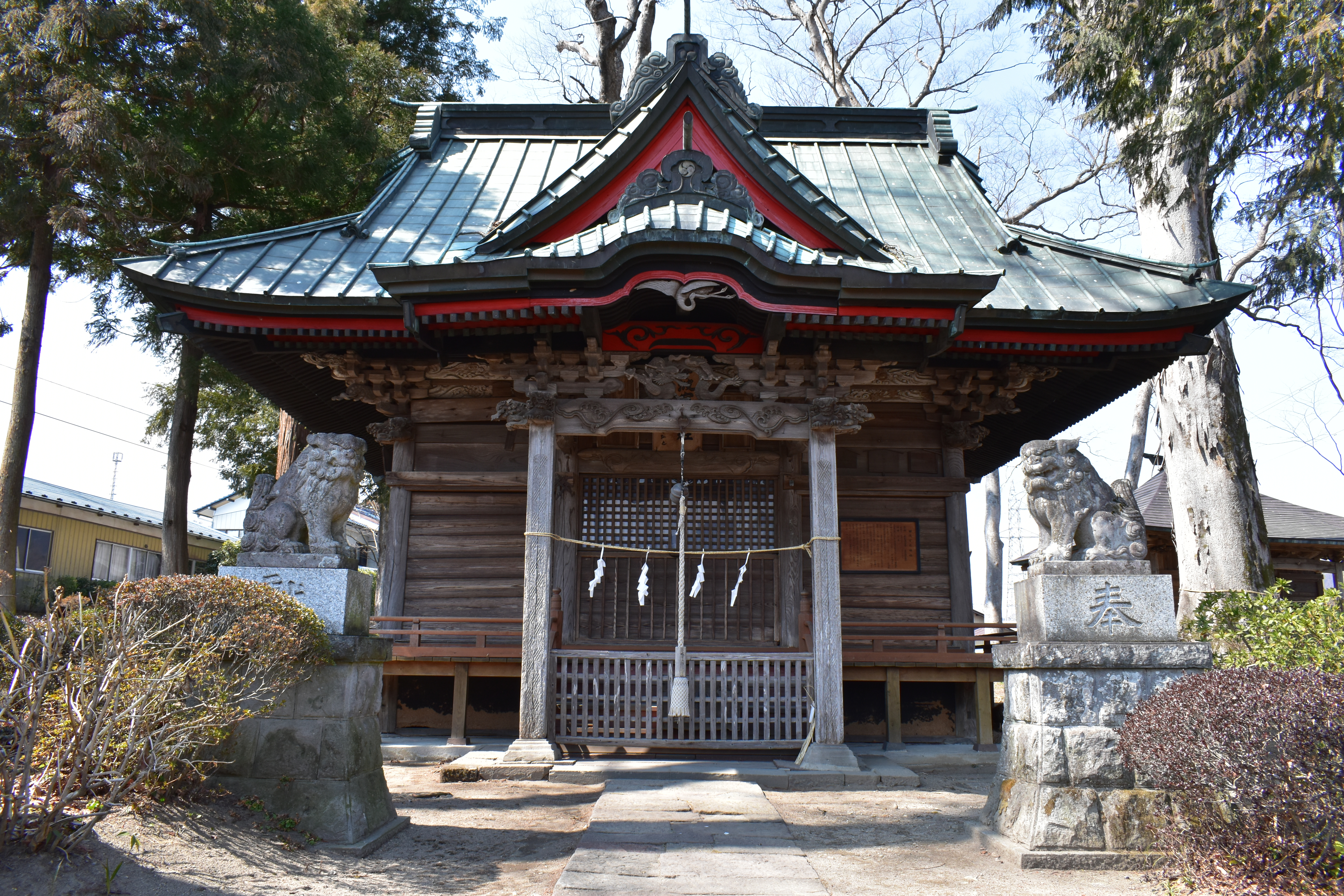
拝殿
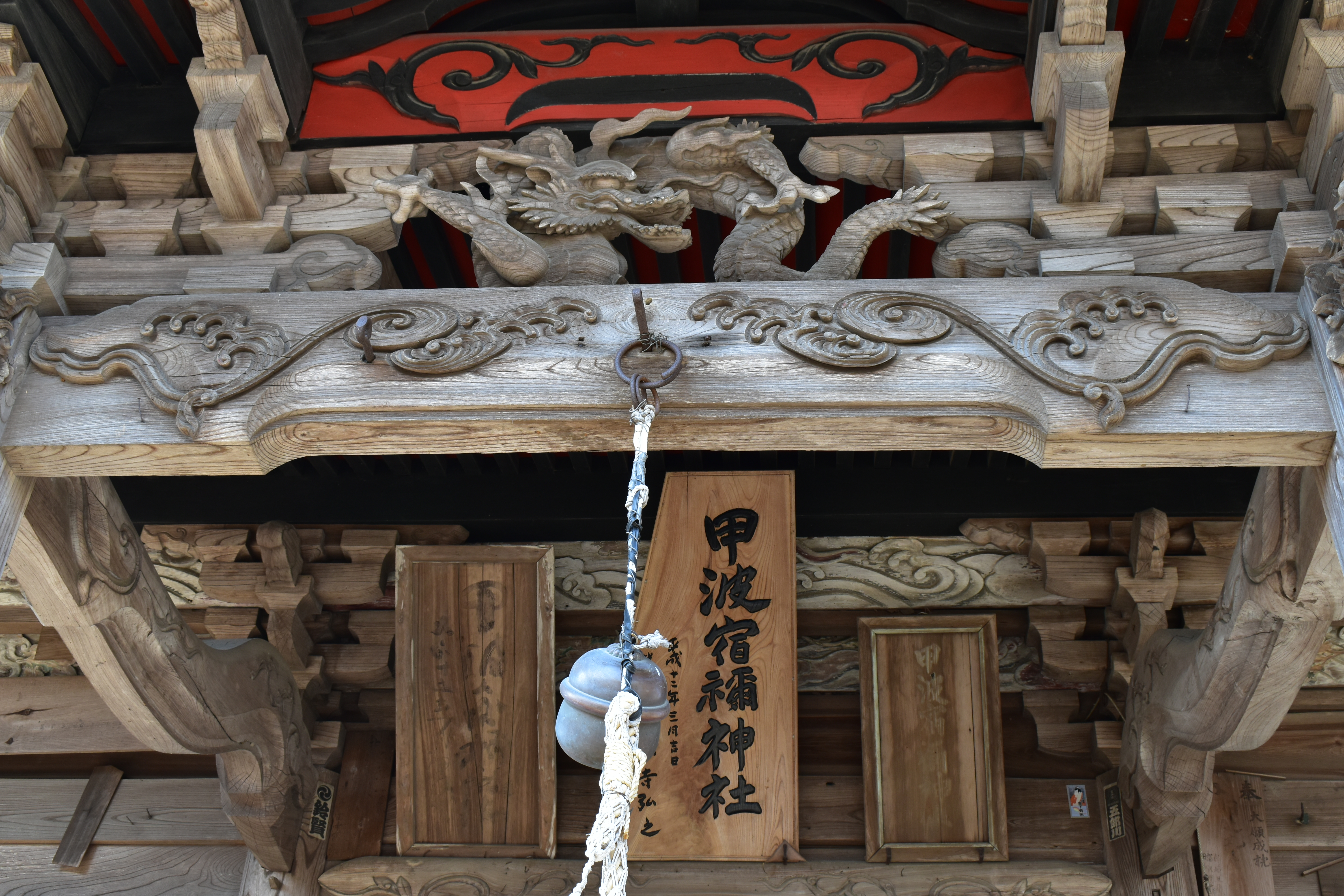
拝殿の扁額
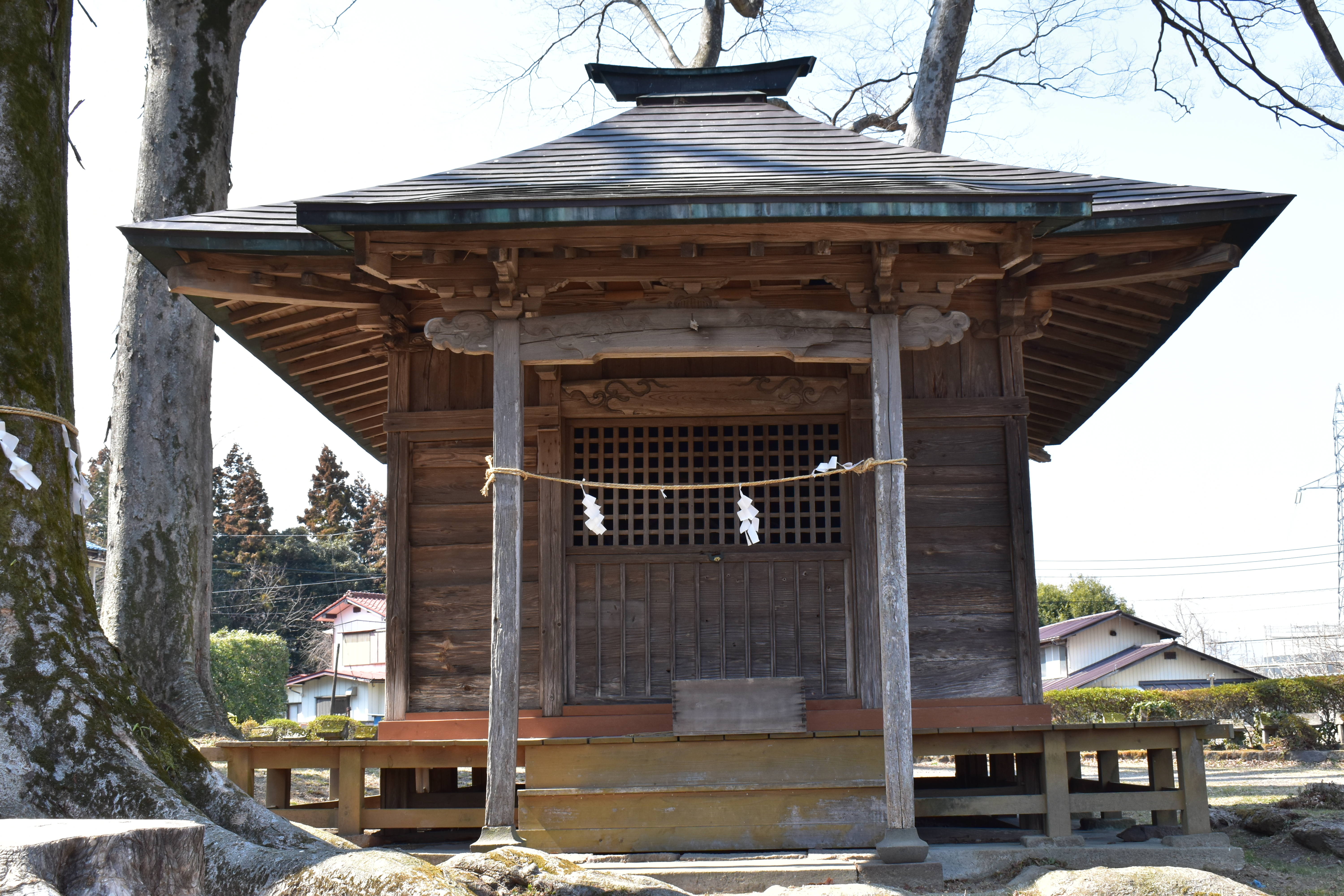
境内社

## 祭事
- 4月15日 - 春祭[2]
- 9月最終土曜日 - 秋祭[2]

## 文化財

### 東吾妻町指定重要文化財
- 甲波宿祢神社の彫刻・神輿（昭和48年3月23日指定）[4] - 神輿は天正3年（1575年）の作という[1]。

### 東吾妻町指定天然記念物
- 甲波宿祢神社の大ケヤキ（昭和48年3月23日指定）[4] - 樹齢700年以上と言われ、同樹齢のケヤキが境内に他に5本ある[5]。

## 交通
- JR東日本吾妻線 小野上駅から徒歩20分

## 周辺
- 上信自動車道 箱島IC
- 箱島湧水
- 東吾妻町立東小学校